# Galerianki (ścieżka dźwiękowa)
Galerianki – płyta z muzyką do filmu Galerianki Katarzyny Rosłaniec. Album został wyprodukowany przez rapera o pseudonimie O.S.T.R. i duet Skinny Patrini.
Na płycie Ostrego pt. O.c.b. w kilku utworach pojawiają się skity z dialogami z filmu Katarzyny Rosłaniec. 3 września ukazał się singel promujący album pt. "Sam to nazwij (Remix Extended)".

## Lista utworów
Źródło.
1. Motyw 1
2. O.S.T.R. - "Pegaz"
3. O.S.T.R. - "Mówiłaś mi"
4. Motyw 2
5. O.S.T.R. - "Jedna chwila"
6. O.S.T.R. - "Instynkt"
7. Motyw 3
8. O.S.T.R. - "Z  góry na dół"
9. Motyw 4
10. O.S.T.R. - "Sam to nazwij (Remix Extended)"
11. Skinny Patrini - "Switch Off"
12. Skinny Patrini - "Delicious"
13. Skinny Patrini - "YSMF"